# Witborstprinia
De witborstprinia (Prinia superciliaris) is een zangvogel uit de familie Cisticolidae.

## Verspreiding en leefgebied
Deze vogel komt voor in zuidoostelijk Azië en telt vijf ondersoorten:
- P. s. erythropleura: oostelijk Myanmar en noordwestelijk Thailand.
- P. s. superciliaris: noordoostelijk Myanmar, zuidelijk en zuidoostelijk China, noordoostelijk Thailand en noordoostelijk Indochina.
- P. s. klossi: zuidelijk Indochina.
- P. s. waterstradti: Mount Tahan (Maleisië).
- P. s. dysancrita: westelijk Sumatra.